# Brita Billsten
Brita Billsten (16 de marzo de 1927 - 28 de noviembre de 2015) fue una actriz teatral, cinematográfica y televisiva de nacionalidad sueca.

## Biografía
Su nombre completo era Brita Maria Billsten, y nació en Gotemburgo, Suecia. Billsten estudió en la escuela del Teatro Dramaten, actuando después en el Biograf Edison de Estocolmo, el Stadsteater de Helsingborg, y el Stadsteater de Malmö, entre otros.
Participó en muchas películas, entre ellas Kris, Ciudad portuaria, Badjävlar y Klara Lust. Fue compañera de escenario de Nils Poppe durante catorce temporadas en el Fredriksdalsteatern de Helsingborg. Durante algunas temporadas en los años 1980 formó igualmente parte de la compañía teatral Stockholms Operettsällskap.
Brita Billsten falleció en Helsingborg, Suecia, en el año 2015. Sus restos se encuentran en el crematorio de dicha ciudad. Había estado casada con el director Tom Dan-Bergman.

## Filmografía
- 1944 : När seklet var ungt
- 1946 : Kris
- 1946 : Det regnar på vår kärlek
- 1948 : Ciudad portuaria
- 1948 : Intill helvetets portar
- 1950 : Två trappor över gården
- 1952 : Möte med livet
- 1955 : Enhörningen
- 1955 : Emma och hennes karl
- 1957 : Vägen genom Skå
- 1961 : Kan du läxan (corto)
- 1963 : En söndag i september
- 1967 : Tvärbalk
- 1970 : Statuera exempel
- 1971 : Badjävlar (TV)
- 1972 : Klara Lust
- 1976 : Långt borta och nära
- 1977 : Oskulden från Mölle (TV)
- 1978 : Frihetens murar
- 1979 : Mor gifter sig (TV)
- 1982 : Sten Stensson Steen går igen
- 1983 : Blomman från Hawaii
- 1984 : Två man om en änka (TV)
- 1985 : Lilla helgonet (TV)
- 1985 : Mask of Murder
- 1986 : Fars lille påg (TV)
- 1988 : Ta mej! Jag är din! (TV)
- 1999 : Offer och gärningsmän (TV)
- 2003 : Hannah med H
- 2005 : Wallander – Mastermind (TV)

## Teater
- 1948 : En vildfågel, de Jean Anouilh, dirección de Rune Carlsten, Dramaten
- 1949 : Lycko-Pers resa, de August Strindberg, dirección de Göran Gentele, Dramaten
- 1950 : Lycklig som Larry, de Donagh MacDonagh, dirección de John Zacharias, Helsingborgs stadsteater[3]
- 1950 : Simon trollkarlen, de Tore Zetterholm, dirección de Ingrid Luterkort, Helsingborgs stadsteater[4]
- 1951 : Hus med dubbel ingång, de Pedro Calderón de la Barca, dirección de John Zacharias, Helsingborgs stadsteater[5]
- 1951 : Lyckliga tid, de Samuel A. Taylor, dirección de Ingrid Luterkort, Helsingborgs stadsteater[6]
- 1952 : Jungfruleken, de Jean Genet, dirección de Ingrid Luterkort, Helsingborgs stadsteater[7]
- 1952 : De vises sten, de Pär Lagerkvist, dirección de Alf Sjöberg, Dramaten
- 1953 : Komedin om oss människor, de Moss Hart y George S. Kaufman, dirección de Ingrid Luterkort, Helsingborgs stadsteater[8]
- 1961 : Tokan, de Marcel Achard, dirección de Tom Dan-Bergman, Biograf Edison[9]
- 1965 : Den sönderslagna krukan, de Heinrich von Kleist, dirección de Eva Sköld, Malmö stadsteater
- 1965 : Victor eller den lille avslöjaren, de Roger Vitrac, dirección de Sandro Malmquist, Malmö stadsteater
- 1965 : Lyckliga draken, de Gabriel Cousin, dirección de Josef Halfen, Malmö stadsteater
- 1976 : Oskulden från Mölle, de Franz Arnold y Ernst Bach, dirección de Hans Bergström, Fredriksdalsteatern
- 1977 : Fantastiska pappa, de Eugène Labiche, dirección de Hans Bergström, Fredriksdalsteatern
- 1978 : Hjälten från Öresund, de Franz Arnold y Ernst Bach, dirección de Hans Bergström, Fredriksdalsteatern
- 1979 : Min syster och jag, de Ralph Benatzky y Robert Blum, dirección de Egon Larsson, Fredriksdalsteatern
- 1980 : Adjö, Mimi, de Ralph Benatzky, Alexander Engel y Julius Horst, dirección de Hans Bergström, Fredriksdalsteatern
- 1984 : Emil i Lönneberga, de Astrid Lindgren, dirección de Staffan Götestam, Göta Lejon[10]
- 1985 : Fars lille påg, de Franz Arnold y Ernst Bach, dirección de Hans Bergström, Fredriksdalsteatern
- 1988 : Oskulden från Mölle, de Franz Arnold y Ernst Bach, dirección de Hans Bergström, Fredriksdalsteatern